# عنتر مسلم
الشيخ عنتر سعيد مُسَلَّم (17 نوفيمبر 1936 - 6 سبتمبر 2002) قارئ قرآن مصري ويعد أحد أعلام هذا المجال البارزين، وهو أحد القرّاء القلائل الذين صدرت كتب عن حياتهم، حيث صدر عنه كتاب بعنوان «الكروان الممنوع» للكاتب الصحافي طايع الديب في يوليو 2020.  
يقلدونه الشيعة في قرائاتهم
والشيخ عنتر من مواليد قرية العمة، مركز قطور، محافظة الغربية سنة أتم حفظ كتاب الله وهو في الثامنة من عمره علي يد الشيخ علي  الاشطل وكان كتاب الشيخ علي الاشطل في بلتاج معروفا علي مستوي مركز قطور وكانت والدته تعتني به وتحضره الي الكتاب في بلد اخري بعيده عن قريته وهي  قرية بلتاج التابعه لمركز قطور محافظه الغربيه  واظهر نبوغا وسرعه في الحفظ وكان الشيخ عنتر متميزا واظهر نبوغا مبكرا ،  أصيب في طفولته بمرض أفقده نعمة البصر. وحين كان في الثانية عشرة من عمره بدأ بقراءة القرآن في المحافل والعزاءات. تعلم فن المقامات وأتقنه ويروى أنه أتقن العزف على آلة العود والكمان والناي ما جعله يتفنن في الانتقالات المقامية. عرف عنه تبحره في قراءة القرآن بالروايات المشهورة وغير المشهورة.

## فقدان البصر
ولد الشيخ عنتر بصيرا صحيحا وليس كفيفا بل وكان جميل العينين لكن سرعان ما ابتلاه الله بمرض خفيف وبسيط جدا في عينيه كالذي يأتي لبعض الأطفال ولكن نظرا لقلة الوعي الطبي استخدمت معه جدته بعض العقاقير البدائية جدا والتي أنهت على عينيه وقامت بتصفية عينيه ففقد بصره وهو ابن سنة واحدة من العمر.

## التعليم
بدأ أبوه بتوجيهه إلى الكتاب في سنة صغيرة للغاية في كتاب القرية والتي ظهر نبوغ الشيخ الصغير فيها والذي تمثل في سرعة الحفظ حتى تنبأ له شيخه بالنبوغ المبكر جدا. و هنا ألحقه أهله بالمرحلة الابتدائية الأزهرية والتي كانت لا يتخرج منها الطالب ولا يحصل عليها إلا بعدما يتم حفظ القرآن كاملة ويتم تجويده تجويدا دقيقا والمفاجأة انه كان يحصل على عالية القراءات من الأزهر في المرحلة الابتدائية. ولكن ذكاء الشيخ عنتر وهمته لم تقف عند حد أبدا فاتم حفظ القرآن وهو بن ثمان سنوات فقط بل وبدا القراءة في المحافل والعزاءات في القرى المجاورة له وهو بن إثنى عشر عاما. وبدأ الشيخ مع سن الشباب يدرس المقامات الموسيقية على يد متخصصين فيها فقاموا بتعليمه العزف على آلات مثل (العود والكمانجة والناي وغيرها). وهنا بدأ الشيخ في صغره يعشق تلك الآلات ويدرب نفسه عليها بل ويقوم بالإنشاد الديني في الموالد والليالي حتى تمكن من علم النغم ودراسة القراءات على يد مشايخ عدة فتفرغ الشيخ لقراءة القرآن الكريم وذاع صيته بسرعة البرق فبدأ يطلب من كل مكان للقراءة حتى أنه ولما سافر لموسم الحج بدعوة كريمة من أمير سعودي طلبوا منهم أن يأمهم في صلاة القيام بالسعودية فلبى الشيخ رغبتهم على الفور. وقد صدر عنه كتاب بعنوان «الكروان الممنوع» للكاتب الصحافي طايع الديب في يوليو 2020.

## الأبناء
للشيخ 21 ولد وبنت وأسماء أولاده الذكور كالآتي:
- الشيخ سمير: القارئ المعروف.
- المهندس سعيد.
- الكابتن رأفت: والذي لعب لمنتخب مصر لكرة القدم في وقت سابق.
- أشرف.
- عنتر.
- محمد.
- أحمد.
- عماد.
- مصطفى.
- عمر.